# Calificările pentru Campionatul Mondial de Fotbal 2010 (UEFA)
În zona europeană a calificărilor pentru Campionatul Mondial de Fotbal din 2010 au concurat 53 de echipe pentru 13 locuri disponibile pentru turneul final. Aceste calificări au reprezentat prima competiție, oficială, la care a luat parte selecționata Muntenegrului.

## Urnele valorice
Cele 53 de echipe au fost împărțite, conform rangului FIFA, în șase urne valorice după cum urmează:
| Urna A                                                                      | Urna B                                                                            | Urna C                                                                            | Urna D                                                                                       | Urna E                                                                         | Urna F                                                                             |
| --------------------------------------------------------------------------- | --------------------------------------------------------------------------------- | --------------------------------------------------------------------------------- | -------------------------------------------------------------------------------------------- | ------------------------------------------------------------------------------ | ---------------------------------------------------------------------------------- |
| Italia Spania Germania Cehia Franța Portugalia Țările de Jos Croația Grecia | Anglia · România · Scoția · Turcia · Bulgaria · Rusia · Polonia · Suedia · Israel | Norvegia Ucraina Serbia Danemarca Irlanda de Nord Irlanda Finlanda Elveția Belgia | Slovacia Bosnia și Herțegovina Ungaria Moldova Țara Galilor Macedonia Belarus Lituania Cipru | Georgia Albania Slovenia Letonia Islanda Armenia Austria Kazahstan Azerbaidjan | Liechtenstein Estonia Malta Luxemburg Muntenegru Andorra Insulele Feroe San Marino |

## Format
Echipele clasate la final pe locul 1, în fiecare grupă, sunt calificate automat pentru turneul final din Africa de Sud, iar cele mai bune 8 echipe de locul doi vor juca, după o tragere la sorți, meciuri playoff, disputate tur-retur, din aceste meciuri de baraj se vor mai califica încă 4 naționale.

## Faza grupelor

### Grupa 1
| Echipa     | M  | V | E | Î | GM | GP | DG  | Pct |
| ---------- | -- | - | - | - | -- | -- | --- | --- |
| Danemarca  | 10 | 6 | 3 | 1 | 16 | 5  | +11 | 21  |
| Portugalia | 10 | 5 | 4 | 1 | 17 | 5  | +12 | 19  |
| Suedia     | 10 | 5 | 3 | 2 | 13 | 5  | +8  | 18  |
| Ungaria    | 10 | 5 | 1 | 4 | 10 | 8  | +2  | 16  |
| Albania    | 10 | 1 | 4 | 5 | 6  | 13 | −7  | 7   |
| Malta      | 10 | 0 | 1 | 9 | 0  | 26 | −26 | 1   |

|            | Albania | Danemarca | Ungaria | Malta | Portugalia | Suedia |
| ---------- | ------- | --------- | ------- | ----- | ---------- | ------ |
| Albania    | –       | 1 1       | 0 – 1   | 3 – 0 | 1 – 2      | 0 – 0  |
| Danemarca  | 3 – 0   | –         | 0 – 1   | 3 – 0 | 1 – 1      | 1 – 0  |
| Ungaria    | 2 – 0   | 0 – 0     | –       | 3 – 0 | 0 1        | 1 – 2  |
| Malta      | 0 – 0   | 0 – 3     | 0 – 1   | –     | 0 – 4      | 0 1    |
| Portugalia | 0 – 0   | 2 – 3     | 3 – 0   | 4 – 0 | –          | 0 – 0  |
| Suedia     | 4 –1    | 0 – 1     | 2 – 1   | 4 – 0 | 0 – 0      | –      |

### Grupa 2
| Echipa    | M  | V | E | Î | GM | GP | DG  | Pct |
| --------- | -- | - | - | - | -- | -- | --- | --- |
| Elveția   | 10 | 6 | 3 | 1 | 18 | 8  | +10 | 21  |
| Grecia    | 10 | 6 | 2 | 2 | 20 | 10 | +10 | 20  |
| Letonia   | 10 | 5 | 2 | 3 | 18 | 15 | +3  | 17  |
| Israel    | 10 | 4 | 4 | 2 | 20 | 10 | +10 | 16  |
| Luxemburg | 10 | 1 | 2 | 7 | 4  | 25 | −21 | 5   |
| Moldova   | 10 | 0 | 3 | 7 | 6  | 18 | −12 | 3   |

|           | Grecia | Israel | Letonia | Luxemburg | Republica Moldova | Elveția |
| --------- | ------ | ------ | ------- | --------- | ----------------- | ------- |
| Grecia    | –      | 2 – 1  | 5 – 2   | 2 – 1     | 3 – 0             | 1 – 2   |
| Israel    | 1 – 1  | –      | 0 – 1   | 7 0       | 3 – 1             | 2 – 2   |
| Letonia   | 0 – 2  | 1 – 1  | –       | 2 – 0     | 3 – 2             | 2 2     |
| Luxemburg | 0 – 3  | 1 – 3  | 0 – 4   | –         | 0 – 0             | 0 – 3   |
| Moldova   | 1      | 1 – 2  | 1 – 2   | 0 – 0     | –                 | 0 – 2   |
| Elveția   | 2 – 0  | 0 – 0  | 2 – 1   | 1 – 2     | 2 – 0             | –       |

### Grupa 3
| Echipa          | M  | V | E | Î  | GM | GP | DG  | Pct |
| --------------- | -- | - | - | -- | -- | -- | --- | --- |
| Slovacia        | 10 | 7 | 1 | 2  | 22 | 10 | +12 | 22  |
| Slovenia        | 10 | 6 | 2 | 2  | 18 | 4  | +14 | 20  |
| Cehia           | 10 | 4 | 4 | 2  | 17 | 6  | +11 | 16  |
| Irlanda de Nord | 10 | 4 | 3 | 3  | 13 | 9  | +4  | 15  |
| Polonia         | 10 | 3 | 2 | 5  | 19 | 14 | +5  | 11  |
| San Marino      | 10 | 0 | 0 | 10 | 1  | 47 | −46 | 0   |

|                 | Cehia | Irlanda de Nord | Polonia | San Marino | Slovacia | Slovenia |
| --------------- | ----- | --------------- | ------- | ---------- | -------- | -------- |
| Cehia           | –     | 0 – 0           | 2 – 0   | 7 0        | 1 – 2    | 1 – 0    |
| Irlanda de Nord | 0 – 0 | –               | 3 – 2   | 4 – 0      | 0 2      | 1 – 0    |
| Polonia         | 2 – 1 | 1 – 1           | –       | 10 – 0     | 0 – 1    | 1 – 1    |
| San Marino      | 0 – 3 | 0 – 3           | 0 – 2   | –          | 1 – 3    | 0 – 3    |
| Slovacia        | 2 – 2 | 2 – 1           | 2 – 1   | 7 – 0      | –        | 0 – 2    |
| Slovenia        | 0 – 0 | 2 – 0           | 5 0     | 5 – 0      | 2 – 1    | –        |

### Grupa 4
| Echipa        | M  | V | E | Î | GM | GP | DG  | Pct |
| ------------- | -- | - | - | - | -- | -- | --- | --- |
| Germania      | 10 | 8 | 2 | 0 | 26 | 5  | +21 | 26  |
| Rusia         | 10 | 7 | 1 | 2 | 19 | 6  | +13 | 22  |
| Finlanda      | 10 | 5 | 3 | 2 | 14 | 14 | 0   | 18  |
| Țara Galilor  | 10 | 4 | 0 | 6 | 9  | 12 | −3  | 12  |
| Azerbaidjan   | 10 | 1 | 2 | 7 | 4  | 14 | −10 | 5   |
| Liechtenstein | 10 | 0 | 2 | 8 | 2  | 23 | −21 | 2   |

|               | Azerbaidjan | Finlanda | Germania | Liechtenstein | Rusia | Țara Galilor |
| ------------- | ----------- | -------- | -------- | ------------- | ----- | ------------ |
| Azerbaidjan   | –           | 1 – 2    | 0 – 2    | 0 – 0         | 1 – 1 | 0 – 1        |
| Finlanda      | 1 – 0       | –        | 3 – 3    | 2 – 1         | 0 – 3 | 2 – 1        |
| Germania      | 4 – 0       | 1 – 1    | –        | 4 – 0         | 2 – 1 | 1 – 0        |
| Liechtenstein | 0 – 2       | 1 – 1    | 0 – 6    | –             | 0 – 1 | 0 – 2        |
| Rusia         | 2 – 0       | 3 – 0    | 0 – 1    | 3 – 0         | –     | 2 – 1        |
| Țara Galilor  | 1 – 0       | 0 – 2    | 0 – 2    | 2 – 0         | 1 – 3 | –            |

### Grupa 5
| Echipa                | M  | V  | E | Î | GM | GP | DG  | Pct |
| --------------------- | -- | -- | - | - | -- | -- | --- | --- |
| Spania                | 10 | 10 | 0 | 0 | 28 | 5  | +23 | 30  |
| Bosnia și Herțegovina | 10 | 6  | 1 | 3 | 25 | 13 | +12 | 19  |
| Turcia                | 10 | 4  | 3 | 3 | 13 | 10 | +3  | 15  |
| Belgia                | 10 | 3  | 1 | 6 | 13 | 20 | −7  | 10  |
| Estonia               | 10 | 2  | 2 | 6 | 9  | 24 | −15 | 8   |
| Armenia               | 10 | 1  | 1 | 8 | 6  | 22 | −16 | 4   |

|                       | Armenia | Belgia | Bosnia și Herțegovina | Estonia | Spania | Turcia |
| --------------------- | ------- | ------ | --------------------- | ------- | ------ | ------ |
| Armenia               | –       | 2 – 1  | 0 – 2                 | 2 – 2   | 1 – 2  | 0 – 2  |
| Belgia                | 2 – 0   | –      | 2 – 4                 | 3 – 2   | 1 – 2  | 2 – 0  |
| Bosnia și Herțegovina | 4 – 1   | 2 – 1  | –                     | 7 – 0   | 2 – 5  | 1 – 1  |
| Estonia               | 1 – 0   | 2 – 0  | 0 – 2                 | –       | 0 – 3  | 0 – 0  |
| Spania                | 4 – 0   | 5 – 0  | 1 – 0                 | 3 – 0   | –      | 1 – 0  |
| Turcia                | 2 – 0   | 1 – 1  | 2 – 1                 | 4 – 2   | 1 – 2  | –      |

### Grupa 6
| Echipa    | M  | V | E | Î  | GM | GP | DG  | Pct |
| --------- | -- | - | - | -- | -- | -- | --- | --- |
| Anglia    | 10 | 9 | 0 | 1  | 34 | 6  | +28 | 27  |
| Ucraina   | 10 | 6 | 3 | 1  | 21 | 6  | +15 | 21  |
| Croația   | 10 | 6 | 2 | 2  | 19 | 13 | +6  | 20  |
| Belarus   | 10 | 4 | 1 | 5  | 19 | 14 | +5  | 13  |
| Kazahstan | 10 | 2 | 0 | 8  | 11 | 29 | −18 | 6   |
| Andorra   | 10 | 0 | 0 | 10 | 3  | 39 | −36 | 0   |

|           | Andorra | Belarus | Croația | Anglia | Kazahstan | Ucraina |
| --------- | ------- | ------- | ------- | ------ | --------- | ------- |
| Andorra   | –       | 1 – 3   | 0 – 2   | 0 – 2  | 1 –3      | 0 –6    |
| Belarus   | 5 – 1   | –       | 1 – 3   | 1 – 3  | 4 – 0     | 0 – 0   |
| Croația   | 4 – 0   | 1 – 0   | –       | 1 – 4  | 3 – 0     | 2 – 2   |
| Anglia    | 6 – 0   | 3 – 0   | 5 – 1   | –      | 5 – 1     | 2 – 1   |
| Kazahstan | 3 – 0   | 1 – 5   | 1 – 2   | 0 – 4  | –         | 1 – 3   |
| Ucraina   | 5 – 0   | 1 – 0   | 0 – 0   | 1 – 0  | 2 – 1     | –       |

### Grupa 7
| Echipa         | M  | V | E | Î | GM | GP | DG  | Pct |
| -------------- | -- | - | - | - | -- | -- | --- | --- |
| Serbia         | 10 | 7 | 1 | 2 | 22 | 8  | +14 | 22  |
| Franța         | 10 | 6 | 3 | 1 | 18 | 9  | +9  | 21  |
| Austria        | 10 | 4 | 2 | 4 | 14 | 15 | −1  | 14  |
| Lituania       | 10 | 4 | 0 | 6 | 10 | 11 | −1  | 12  |
| România        | 10 | 3 | 3 | 4 | 12 | 18 | −6  | 12  |
| Insulele Feroe | 10 | 1 | 1 | 8 | 5  | 20 | −15 | 4   |

|                | Austria | Insulele Feroe | Franța | Lituania | România | Serbia |
| -------------- | ------- | -------------- | ------ | -------- | ------- | ------ |
| Austria        | –       | 3 – 1          | 3 – 1  | 2 – 1    | 2 – 1   | 1 – 3  |
| Insulele Feroe | 1 – 1   | –              | 0 – 1  | 2 – 1    | 0 – 1   | 0 – 2  |
| Franța         | 3 – 1   | 5 – 0          | –      | 1 – 0    | 1 – 1   | 2 – 1  |
| Lituania       | 2 – 0   | 1 – 0          | 0 – 1  | –        | 0 – 1   | 2 – 1  |
| România        | 1 – 1   | 3 – 1          | 2 – 2  | 0 – 3    | –       | 2 – 3  |
| Serbia         | 1 – 0   | 2 – 0          | 1 – 1  | 3 – 0    | 5 – 0   | –      |

### Grupa 8
| Echipa     | M  | V | E | Î | GM | GP | DG  | Pct |
| ---------- | -- | - | - | - | -- | -- | --- | --- |
| Italia     | 10 | 7 | 3 | 0 | 18 | 7  | +11 | 24  |
| Irlanda    | 10 | 4 | 6 | 0 | 12 | 8  | +4  | 18  |
| Bulgaria   | 10 | 3 | 5 | 2 | 17 | 13 | +4  | 14  |
| Cipru      | 10 | 2 | 3 | 5 | 14 | 16 | −2  | 9   |
| Muntenegru | 10 | 1 | 6 | 3 | 9  | 14 | −5  | 9   |
| Georgia    | 10 | 0 | 3 | 7 | 7  | 19 | −12 | 3   |

|            | Bulgaria | Cipru | Georgia | Italia | Muntenegru | Republica Irlanda |
| ---------- | -------- | ----- | ------- | ------ | ---------- | ----------------- |
| Bulgaria   | –        | 2 – 0 | 6 – 2   | 0 – 0  | 4 – 1      | 1 – 1             |
| Cipru      | 4 – 1    | –     | 2 – 1   | 1 – 2  | 2 – 2      | 1 – 2             |
| Georgia    | 0 – 0    | 1 – 1 | –       | 0 – 2  | 0 – 0      | 1 – 2             |
| Italia     | 2 – 0    | 3 – 2 | 2 – 0   | –      | 2 – 1      | 1 – 1             |
| Muntenegru | 2 – 2    | 1 – 1 | 2 – 1   | 0 – 2  | –          | 0 – 0             |
| Irlanda    | 1 – 1    | 1 – 0 | 2 – 1   | 2 – 2  | 0 – 0      | –                 |

### Grupa 9
| Team          | Pld | W | D | L | GF | GA | GD  | Pts |
| ------------- | --- | - | - | - | -- | -- | --- | --- |
| Țările de Jos | 8   | 8 | 0 | 0 | 17 | 2  | +15 | 24  |
| Norvegia      | 8   | 2 | 4 | 2 | 9  | 7  | +2  | 10  |
| Scoția        | 8   | 3 | 1 | 4 | 6  | 11 | −5  | 10  |
| Macedonia     | 8   | 2 | 1 | 5 | 5  | 11 | −6  | 7   |
| Islanda       | 8   | 1 | 2 | 5 | 7  | 13 | −6  | 5   |

|               | Islanda | Macedonia de Nord | Țările de Jos | Norvegia | Scoția |
| ------------- | ------- | ----------------- | ------------- | -------- | ------ |
| Islanda       | –       | 1 – 0             | 1 – 2         | 1 – 1    | 1 – 2  |
| Macedonia     | 2 – 0   | –                 | 1 – 2         | 0 – 0    | 1 – 0  |
| Țările de Jos | 2 – 0   | 4 – 0             | –             | 2 – 0    | 3 – 0  |
| Norvegia      | 2 – 2   | 2 – 1             | 0 – 1         | –        | 4 – 0  |
| Scoția        | 2 – 1   | 2 – 0             | 0 – 1         | 0 – 0    | –      |

## Playoff
| Grp | Echipa                | M | V | E | Î | GM | GP | G  | Pct |
| --- | --------------------- | - | - | - | - | -- | -- | -- | --- |
| 4   | Rusia                 | 8 | 5 | 1 | 2 | 15 | 6  | +9 | 16  |
| 2   | Grecia                | 8 | 5 | 1 | 2 | 16 | 9  | +7 | 16  |
| 6   | Ucraina               | 8 | 4 | 3 | 1 | 10 | 6  | +4 | 15  |
| 7   | Franța                | 8 | 4 | 3 | 1 | 12 | 9  | +3 | 15  |
| 3   | Slovenia              | 8 | 4 | 2 | 2 | 10 | 4  | +6 | 14  |
| 5   | Bosnia și Herțegovina | 8 | 4 | 1 | 3 | 19 | 12 | +7 | 13  |
| 1   | Portugalia            | 8 | 3 | 4 | 1 | 9  | 5  | +4 | 13  |
| 8   | Irlanda               | 8 | 2 | 6 | 0 | 8  | 6  | +2 | 12  |
| 9   | Norvegia              | 8 | 2 | 4 | 2 | 9  | 7  | +2 | 10  |

Ranking rules
1. Total points
2. Goal difference
3. Goals scored
4. Goals scored away from home
5. Disciplinary record (yellow card, -1 point; two yellow cards in the same match, -3 points; red card, -3 points; yellow card followed by a direct red card in the same match, -4 points)
6. Drawing of lots

## Golgheter
8 goluri
- Wayne Rooney

7 goluri
| - Edin Džeko | - David Villa |  |

6 goluri
| - Wesley Sonck | - Euzebiusz Smolarek |  |

5 goluri
| - Søren Larsen - Robbie Keane | - Stanislav Šesták - Blaise Kufo | - Andriy Shevchenko |

4 goluri
| - Marc Janko - Zvjezdan Misimović - Zlatan Muslimović - Miroslav Klose | - Lukas Podolski - Angelos Charisteas - Theofanis Gekas | - Roman Pavlyuchenko - Alexander Frei - Serhiy Nazarenko |

3 goluri
| - Timofei Kalachev - Luka Modrić - Ivica Olić - Michalis Konstantinou - Jermain Defoe - Theo Walcott - Jonatan Johansson - Franck Ribéry | - Michael Ballack - Bastian Schweinsteiger - Sándor Torghelle - Eiður Guðjohnsen - Yossi Benayoun - Omer Golan - Sergei Ostapenko - Tomas Danilevičius | - Dirk Kuyt - Klaas-Jan Huntelaar - Konstantin Zyryanov - Branislav Ivanović - Milan Jovanović - Milivoje Novakovič - Tuncay Șanlı |

2 goluri
| - Erjon Bogdani - Erwin Hoffer - Senijad Ibričić - Gennadi Bliznyuk - Sergei Kornilenko - Vitali Rodionov - Dmitry Verkhovtsov - Dimitar Telkiyski - Eduardo - Mladen Petrić - Ivan Rakitić - Nicklas Bendtner - Christian Poulsen - Joe Cole - Peter Crouch - Frank Lampard - Konstantin Vassiljev - Sergei Zenjov - Mikael Forssell - Thierry Henry - Levan Kobiashvili - Roland Juhász | - Kevin Doyle - Richard Dunne - Alberto Aquilani - Daniele De Rossi - Antonio Di Natale - Ģirts Karlsons - Dejan Damjanović - Stevan Jovetić - Mirko Vučinić - Mark van Bommel - Rafael van der Vaart - Warren Feeney - Kyle Lafferty - Grant McCann - Steffen Iversen - Morten Gamst Pedersen - John Arne Riise - Rafał Boguski - Ireneusz Jeleń - Robert Lewandowski - Marek Saganowski | - Hugo Almeida - Nani - Ciprian Marica - Andrei Arshavin - Aleksandr Kerzhakov - James McFadden - Miloš Krasić - Nikola Žigić - Marek Čech - Marek Hamšík - Martin Jakubko - Ján Kozák - Robert Koren - Zlatan Ljubijankič - Gerard Piqué - David Silva - Zlatan Ibrahimović - Kim Källström - Semih Șentürk - Arda Turan - Artem Milevskiy - David Edwards |

1 gol
| - Armend Dallku - Klodian Duro - Ildefons Lima - Marc Pujol - Gevorg Ghazaryan - Vahagn Minasyan - Henrik Mkhitaryan - René Aufhauser - Andreas Ivanschitz - Stefan Maierhofer - Martin Stranzl - Elvin Mammadov - Aliaksandr Hleb - Vyacheslav Hleb - Pavel Sitko - Ihar Stasevich - Steven Defour - Moussa Dembélé - Marouane Fellaini - Gill Swerts - Zlatan Bajramović - Sanel Jahić - Emir Spahić - Dimitar Berbatov - Valeri Domovchiyski - Blagoy Georgiev - Radostin Kishishev - Dimitar Makriev - Stiliyan Petrov - Ivelin Popov - Ivan Klasnić - Niko Kovač - Mario Mandžukić - Efstathios Aloneftis - Demetris Christofi - Marios Elia - Chrysis Michael - Milan Baroš - Martin Fenin - Marek Jankulovski - Radoslav Kováč - Tomáš Necid - Zdeněk Pospěch - Daniel Pudil - Libor Sionko - Daniel Agger - Leon Andreasen - Daniel Jensen - Thomas Kahlenberg - Morten Nordstrand - Gareth Barry - Rio Ferdinand - Steven Gerrard - Emile Heskey - John Terry - Andres Oper - Sander Puri - Vladimir Voskoboinikov - Bogi Løkin - Andreas Lava Olsen - Markus Heikkinen - Shefki Kuqi - Petri Pasanen | - Daniel Sjölund - Mika Väyrynen - Nicolas Anelka - André-Pierre Gignac - Yoann Gourcuff - Sidney Govou - Alexander Iashvili - Levan Kenia - Thomas Hitzlsperger - Marcell Jansen - Simon Rolfes - Piotr Trochowski - Heiko Westermann - Kostas Katsouranis - Dimitris Salpigidis - Georgios Samaras - Vasilis Torosidis - Zoltán Gera - Tamás Hajnal - Szabolcs Huszti - Gergely Rudolf - Veigar Páll Gunnarsson - Heiðar Helguson - Indriði Sigurðsson - Kristján Örn Sigurðsson - Glenn Whelan - Elyaniv Barda - Klemi Saban - Ben Sahar - Salim Tuama - Vincenzo Iaquinta - Giampaolo Pazzini - Andrea Pirlo - Rinat Abdulin - Zhambyl Kukeyev - Tanat Nusserbayev - Roman Uzdenov - Vitālijs Astafjevs - Aleksandrs Cauņa - Kaspars Gorkšs - Deniss Ivanovs - Vladimirs Koļesņičenko - Andrejs Perepļotkins - Māris Verpakovskis - Aleksejs Višņakovs - Jurijs Žigajevs - Mario Frick - Mindaugas Kalonas - Saulius Mikoliūnas - Marius Stankevičius - Alphonse Leweck - René Peters - Jeff Strasser - Filip Ivanovski - Ilčo Naumoski - Goran Pandev - Aco Stojkov - Serghei Alexeev - Igor Picușceac - Nigel de Jong - John Heitinga - Joris Mathijsen - André Ooijer | - Arjen Robben - Robin van Persie - Chris Brunt - Steven Davis - Jonny Evans - David Healy - Gareth McAuley - Erik Huseklepp - Jakub Błaszczykowski - Paweł Brożek - Mariusz Lewandowski - Michał Żewłakow - Bruno Alves - Deco - Liédson - Simão Sabrosa - Răzvan Cociș - Dorin Goian - Florentin Petre - Dorel Stoica - Cristian Tănase - Vasili Berezutski - Pavel Pogrebnyak - Andy Selva - Kirk Broadfoot - Scott Brown - Steven Fletcher - Ross McCormack - Nenad Milijaš - Ivan Obradović - Neven Subotić - Ľuboš Hanzel - Erik Jendrišek - Miroslav Karhan - Peter Pekarík - Martin Škrtel - Miroslav Stoch - Zlatko Dedič - Andraž Kirm - Aleksandar Radosavljević - Xabi Alonso - Joan Capdevila - Andrés Iniesta - Juanito - Carles Puyol - Albert Riera - Marcos Senna - Marcus Berg - Samuel Holmén - Daniel Majstorović - Olof Mellberg - Gelson Fernandes - Stéphane Grichting - Marco Padalino - Hakan Yakin - Emre Belözoğlu - Mevlüt Erdinç - Sercan Yıldırım - Oleksiy Gai - Yevhen Seleznyov - Andriy Yarmolenko - Joe Ledley - Sam Vokes |

2 autogoluri
| - Kakha Kaladze (Italia) |

1 autogol
| - Jón Rói Jacobsen (Serbia) - Veli Lampi (Rusia) - Petri Pasanen (Rusia) - Julien Escudé (Româania) - Kevin Kilbane (Bulgaria) | - Aleksandr Kuchma (Anglia) - Mario Frick (Țara Galilor) - Brian Said (Portugalia) - Aaron Hughes (Polonia) | - Michał Żewłakow (Irlanda de Nord) - Dorel Stoica (Serbia) - Ján Ďurica (Irlanda de Nord) - Ashley Williams (Germania) |